# Липовка Первая
Ли́повка Пе́рвая (чув. Пĕрремĕш Çăкалăх) — деревня в Красночетайском районе Чувашской Республики. Входит в состав Акчикасинского сельского поселения.

## География
Находится в северо-западной части Чувашии на расстоянии приблизительно 4 км на северо-запад от районного центра села Красные Четаи.

## История
Возникла в 1926 году, официально утверждена в 1929. В 1927 году было 46 дворов, 167 жителей, в 1939—233 человека, в 1979—173. В 2002 году было 54 двора, в 2010 — 40 домохозяйств. В 1929 году был образован колхоз «За урожай», в 2010 действовало ОАО «Путь Ильича».

## Население
Постоянное население составляло 125 человек (чуваши 100 %) в 2002 году, 98 в 2010.